# Стивенс, Джереми
Дже́реми Дин Сти́венс (англ. Jeremy Dean Stephens; род. 26 мая 1986, Де-Мойн) — американский боец смешанного стиля, представитель лёгкой и полулёгкой весовых категорий. Выступает на профессиональном уровне начиная с 2005 года, на данный момент выступает в UFC. Также выступает в лиге кулачных боёв BKFC.

## Статистика в профессиональном ММА
| Боёв 52         | Побед 29 | Поражений 22 |
| --------------- | -------- | ------------ |
| Нокаутом        | 19       | 3            |
| Сдачей          | 2        | 5            |
| Решением        | 8        | 14           |
| Не состоявшихся | 1        | 1            |

| Результат    | Рекорд    | Соперник             | Способ                     | Турнир                                                       | Дата             | Раунд | Время | Место                  | Примечание                                                |
| ------------ | --------- | -------------------- | -------------------------- | ------------------------------------------------------------ | ---------------- | ----- | ----- | ---------------------- | --------------------------------------------------------- |
| Поражение    | 29-22 (1) | Мейсон Джонс         | Единогласное решение       | UFC on ESPN: Сэндхэген vs. Фигейреду                         | 3 мая 2025       | 3     | 5:00  | Де-Мойн, Айова, США    | Вернулся в лёгкий вес                                     |
| Поражение    | 29-21 (1) | Натан Шулте          | Сдача (ручной треугольник) | PFL: финал 2022                                              | 25 ноября 2022   | 2     | 1:32  | Нью-Йорк, США          |                                                           |
| Победа       | 29-20 (1) | Майлз Прайс          | Раздельное решение         | PFL 4                                                        | 17 июня 2022     | 3     | 5:00  | Атланта, Джорджия, США |                                                           |
| Поражение    | 28-20 (1) | Клэй Коллард         | Единогласное решение       | PFL 1                                                        | 20 апреля 2022   | 3     | 5:00  | Арлингтон, Техас, США  |                                                           |
| Поражение    | 28–19 (1) | Матеуш Гамрот        | Сдача (Кимура)             | UFC Fight Night: Makhachev vs. Moises                        | 18 июля 2021     | 1     | 1:05  | Лас-Вегас, Невада, США | Вернулся в лёгкий вес.                                    |
| Поражение    | 28–18 (1) | Кэлвин Каттар        | TKO (удары руками)         | UFC 249                                                      | 9 мая 2020       | 2     | 2:42  | Джэксонвилл, США       | Бой в промежуточном весе 68,3 кг; Стивенс не сделал вес.  |
| Поражение    | 28-17 (1) | Яир Родригес         | Единогласное решение       | UFC on ESPN: Reyes vs. Weidman                               | 18 октября 2019  | 3     | 5:00  | Бостон, США            | Бой вечера.                                               |
| Не состоялся | 28-16 (1) | Яир Родригес         | NC (нет результата)        | UFC Fight Night: Rodríguez vs. Stephens                      | 21 сентября 2019 | 1     | 0:15  | Мехико, Мексика        | Стивенс получил тычок в глаз и не смог продолжить бой.    |
| Поражение    | 28-16     | Забит Магомедшарипов | Единогласное решение       | UFC 235                                                      | 2 марта 2019     | 3     | 5:00  | Лас-Вегас, США         |                                                           |
| Поражение    | 28-15     | Жозе Алду            | TKO (удары руками)         | UFC on Fox: Alvarez vs. Poirier 2                            | 28 июля 2018     | 1     | 4:19  | Калгари, Канада        |                                                           |
| Победа       | 28-14     | Джош Эмметт          | KO (удары)                 | UFC on Fox: Emmett vs. Stephens                              | 24 февраля 2018  | 2     | 1:35  | Орландо, США           | Выступление вечера.                                       |
| Победа       | 27-14     | Чхве Ту Хо           | TKO (удары руками)         | UFC Fight Night: Stephens vs. Choi                           | 14 января 2018   | 2     | 2:36  | Сент-Луис, США         | Бой вечера.                                               |
| Победа       | 26-14     | Гилберт Мелендес     | Единогласное решение       | UFC 215                                                      | 9 сентября 2017  | 3     | 5:00  | Эдмонтон, Канада       | Бой вечера.                                               |
| Поражение    | 25-14     | Ренату Карнейру      | Раздельное решение         | UFC on Fox: Johnson vs. Reis                                 | 15 апреля 2017   | 3     | 5:00  | Канзас-Сити, США       |                                                           |
| Поражение    | 25-13     | Фрэнки Эдгар         | Единогласное решение       | UFC 205                                                      | 12 ноября 2016   | 3     | 5:00  | Нью-Йорк, США          |                                                           |
| Победа       | 25-12     | Ренан Баран          | Единогласное решение       | UFC Fight Night: Almeida vs. Garbrandt                       | 29 мая 2016      | 3     | 5:00  | Лас-Вегас, США         | Бой вечера.                                               |
| Поражение    | 24-12     | Макс Холлоуэй        | Единогласное решение       | UFC 194                                                      | 12 декабря 2015  | 3     | 5:00  | Лас-Вегас, США         |                                                           |
| Победа       | 24-11     | Деннис Бермудес      | TKO (удары)                | UFC 189                                                      | 11 июля 2015     | 3     | 0:32  | Лас-Вегас, США         | Бой в промежуточном весе 67,8 кг; Стивенс не сделал вес.  |
| Поражение    | 23-11     | Шарлис Оливейра      | Единогласное решение       | The Ultimate Fighter: A Champion Will Be Crowned Finale      | 12 декабря 2014  | 3     | 5:00  | Лас-Вегас, США         | Бой в промежуточном весе 66,5 кг; Оливейра не сделал вес. |
| Поражение    | 23-10     | Каб Свонсон          | Единогласное решение       | UFC Fight Night: Swanson vs. Stephens                        | 28 июня 2014     | 5     | 5:00  | Сан-Антонио, США       | Бой вечера.                                               |
| Победа       | 23-9      | Даррен Элкинс        | Единогласное решение       | UFC on Fox: Henderson vs. Thomson                            | 25 января 2014   | 3     | 5:00  | Чикаго, США            |                                                           |
| Победа       | 22-9      | Рони Мариану Безерра | KO (ногой в голову)        | UFC Fight Night: Belfort vs. Henderson                       | 9 ноября 2013    | 1     | 0:40  | Гояния, Бразилия       |                                                           |
| Победа       | 21-9      | Эстеван Пайан        | Единогласное решение       | UFC 160                                                      | 25 мая 2013      | 3     | 5:00  | Лас-Вегас, США         | Дебют в полулёгком весе.                                  |
| Поражение    | 20-9      | Ив Эдвардс           | KO (удары)                 | UFC on Fox: Henderson vs. Diaz                               | 8 декабря 2012   | 1     | 1:55  | Сиэтл, США             |                                                           |
| Поражение    | 20-8      | Дональд Серроне      | Единогласное решение       | UFC on Fuel TV: Korean Zombie vs. Poirier                    | 15 мая 2012      | 3     | 5:00  | Фэрфакс, США           |                                                           |
| Поражение    | 20-7      | Энтони Петтис        | Раздельное решение         | UFC 136                                                      | 8 октября 2011   | 3     | 5:00  | Хьюстон, США           |                                                           |
| Победа       | 20-6      | Дэнни Даунс          | Единогласное решение       | The Ultimate Fighter: Team Lesnar vs. Team dos Santos Finale | 4 июня 2011      | 3     | 5:00  | Лас-Вегас, США         |                                                           |
| Победа       | 19-6      | Маркус Дэвис         | KO (удар рукой)            | UFC 125                                                      | 1 января 2011    | 3     | 2:33  | Лас-Вегас, США         | Нокаут вечера.                                            |
| Поражение    | 18-6      | Мелвин Гиллард       | Раздельное решение         | UFC 119                                                      | 25 сентября 2010 | 3     | 5:00  | Индианаполис, США      |                                                           |
| Победа       | 18-5      | Сэм Стаут            | Раздельное решение         | UFC 113                                                      | 8 мая 2010       | 3     | 5:00  | Монреаль, Канада       | Бой вечера.                                               |
| Победа       | 17-5      | Джастин Буххольц     | TKO (остановлен врачом)    | UFC Fight Night: Diaz vs. Guillard                           | 16 сентября 2009 | 1     | 3:32  | Оклахома-Сити, США     | Нокаут вечера.                                            |
| Поражение    | 16-5      | Глейсон Тибау        | Единогласное решение       | UFC Fight Night: Condit vs. Kampmann                         | 1 апреля 2009    | 3     | 5:00  | Нашвилл, США           |                                                           |
| Поражение    | 16-4      | Джо Лозон            | Сдача (рычаг локтя)        | UFC Fight Night: Lauzon vs. Stephens                         | 7 февраля 2009   | 2     | 4:43  | Тампа, США             |                                                           |
| Победа       | 16-3      | Рафаэл дус Анжус     | KO (удары руками)          | UFC 91                                                       | 15 ноября 2008   | 3     | 0:39  | Лас-Вегас, США         | Нокаут вечера.                                            |
| Поражение    | 15-3      | Спенсер Фишер        | Единогласное решение       | The Ultimate Fighter: Team Rampage vs Team Forrest Finale    | 21 июня 2008     | 3     | 5:00  | Лас-Вегас, США         |                                                           |
| Победа       | 15-2      | Коул Миллер          | TKO (удары руками)         | UFC Fight Night: Swick vs Burkman                            | 23 января 2008   | 2     | 4:44  | Лас-Вегас, США         |                                                           |
| Победа       | 14-2      | Диегу Сарайва        | Единогласное решение       | UFC 76                                                       | 22 сентября 2007 | 3     | 5:00  | Анахайм, США           |                                                           |
| Победа       | 13-2      | Ник Уокер            | TKO (удары руками)         | MCC 9: Heatwave                                              | 27 июля 2007     | 1     | 4:45  | Де-Мойн, США           |                                                           |
| Поражение    | 12-2      | Дин Томас            | Сдача (рычаг локтя)        | UFC 71                                                       | 26 мая 2007      | 2     | 2:44  | Лас-Вегас, США         |                                                           |
| Победа       | 12-1      | Верн Джефферсон      | TKO (удары руками)         | Greensparks: Full Contact Fighting 3                         | 17 марта 2007    | 1     | 3:58  | Де-Мойн, США           |                                                           |
| Победа       | 11-1      | Норм Александер      | Сдача (треугольник)        | TFC: Battle at the Barn                                      | 21 февраля 2007  | 1     | 3:26  | Де-Мойн, США           |                                                           |
| Победа       | 10-1      | Крис Микл            | KO (удар рукой)            | MCC 5: Thanksgiving Throwdown                                | 22 ноября 2006   | 4     | 0:27  | Де-Мойн, США           |                                                           |
| Победа       | 9-1       | Аарон Уильямс        | TKO (удары руками)         | Universal Gladiator Championships 4                          | 22 сентября 2006 | 1     | N/A   | Кеннер, США            |                                                           |
| Победа       | 8-1       | Даг Элкорн           | Сдача (рычаг локтя)        | Greensparks: Full Contact Fighting 1                         | 19 августа 2006  | 1     | 1:56  | Клайв, США             |                                                           |
| Победа       | 7-1       | Крис Микл            | TKO (удары руками)         | MCC 4: The Rematch                                           | 15 июля 2006     | 2     | 3:36  | Де-Мойн, США           |                                                           |
| Победа       | 6-1       | Кендрик Джонсон      | KO (удар рукой)            | Midwest Cage Championships 1                                 | 11 февраля 2006  | 1     | 1:46  | Де-Мойн, США           |                                                           |
| Победа       | 5-1       | Уилл Шатт            | TKO (удары руками)         | XKK: Trials                                                  | 27 августа 2005  | 1     | 1:19  | Де-Мойн, США           |                                                           |
| Победа       | 4-1       | Шаром Бланшар        | TKO (удары руками)         | XKK: Des Moines                                              | 19 марта 2005    | 1     | 2:36  | Де-Мойн, США           |                                                           |
| Поражение    | 3-1       | Крис Микл            | Сдача (удушение сзади)     | Downtown Destruction 3                                       | 2 мая 2005       | 2     | 1:51  | Де-Мойн, США           |                                                           |
| Победа       | 3-0       | Крис Кейлеб          | KO (удар рукой)            | Downtown Destruction 2                                       | 2 февраля 2005   | 1     | 1:44  | Оватонна, США          |                                                           |
| Победа       | 2-0       | Гери Персиваль       | Сдача (удары руками)       | Jungle Madness 2                                             | 15 января 2005   | 1     | N/A   | Де-Мойн, США           |                                                           |
| Победа       | 1-0       | Тед Уортингтон       | KO (удары руками)          | Downtown Destruction 1                                       | 12 января 2005   | 1     | 0:33  | Де-Мойн, США           |                                                           |

## Биография
Джереми Стивенс родился 26 мая 1986 года в городе Де-Мойн штата Айова, США. Во время учёбы в старшей школе играл в бейсбол и занимался борьбой, увлёкся единоборствами по наставлению своего деда. Позже стал другом и спарринг-партнёром своего земляка Джоша Нира, являвшегося в то время уже известным бойцом ММА. Практиковал бразильское джиу-джитсу, удостоившись в этой дисциплине пурпурного пояса.

## Начало профессиональной карьеры
Дебютировал в смешанных единоборствах на профессиональном уровне в январе 2005 года, отправил своего соперника в нокаут на 33 секунде первого раунда. Дрался преимущественно на территории штата Айова в небольших промоушенах, таких как Downtown Destruction, XKK, Midwest Cage Championships.

### Ultimate Fighting Championship
Имея в послужном списке 12 побед и только одно поражение, Стивен привлёк к себе внимание крупнейшей бойцовской организации мира Ultimate Fighting Championship, и в мае 2007 года состоялся его дебют здесь — во втором раунде поединка с Дином Томасом он попался на рычаг локтя и вынужден был сдаться.
Выступал в организации с переменным успехом, взял верх над такими бойцами как Диегу Сарайва и Коул Миллер, проиграл Спенсеру Фишеру, затем нокаутировал будущего чемпиона Рафаэла дус Анжуса, заработав бонус за лучший нокаут вечера.
В 2009 году потерпел поражения от Джо Лозона и Глейсона Тибау, выиграл техническим нокаутом у Джастина Буххольца — вновь удостоился награды за лучший нокаут вечера.
В 2010 году раздельным судейским решением победил Сэма Стаута, получив при этом премию за лучший бой вечера, после чего раздельным решением проиграл Мелвину Гилларду.
Заработал бонус за лучший нокаут вечера в поединке с Маркусом Дэвисом в 2011 году, позже единогласным решением одолел Дэнни Даунса, но раздельным решением проиграл Энтони Петтису.
После поражений от Дональда Серроне и Ива Эдвардса в 2012 году Стивенс решил спуститься в полулёгкую весовую категорию, и это решение принесло определённые плоды, в частности последовали победы над такими бойцами как Эстеван Пайан, Рони Мариану Безерра, Даррен Элкинс.
В июне 2014 года в главном бою турнира в Сан-Антонио Джереми Стивенс встретился с соотечественником Кабом Свонсоном — противостояние между ними продлилось все отведённые пять раундов, в итоге судьи единогласным решением отдали победу Свонсону. Стивенс затем проиграл Шарлису Оливейре, победил Денниса Бермудеса, уступил будущему чемпиону Максу Холлоуэю, взял верх над Ренаном Бараном, получив награду за лучший бой вечера, и проиграл бывшему чемпиону Фрэнки Эдгару.
2017 год начал с поражения бразильцу Ренату Карнейру, однако затем одержал три победы подряд: над Гилбертом Мелендесом, Чхве Ту Хо и Джошем Эмметтом. Причём в этих трёх поединках заработал два бонуса за лучший бой вечера и один бонус за лучшее выступление вечера. Победная серия Стивенса прервалась только в июле 2018 года после встречи с бывшим чемпионом Жозе Алду, который нокаутировал его в концовке первого раунда.
В начале 2022 года Джереми Стивенс был уволен из UFC после пяти поражений подряд.